# Quả bóng rổ
Một quả bóng rổ là một quả bóng hình cầu được sử dụng trong các trận đấu bóng rổ. Kích cỡ quả bóng rất đa dạng với đường kính có thể từ vài cm đến những quả có đường kính 60 cm được sử dụng trong các bài tập. Tiêu chuẩn về kích cỡ bóng trong Giải bóng rổ nhà nghề Mỹ (NBA) là 75 cm (29.5inch) cho chu vi quả bóng và đối với Giải bóng rổ nhà nghề nữ Mỹ (WNBA) thì chu vi tối đa là 74 cm (29inch). Các giải cấp độ trung học cho nam và nữ thường tuân theo các quy chuẩn của NCAA, NBA và WNBA.
Bên cạnh sân bóng và rổ, quả bóng rổ chính là yếu tố cần có cho một trận đấu bóng rổ. Trong một trận đấu, quả bóng có thể được các cầu thủ nhồi bóng (rê bóng), ném đến chỗ đồng đội (chuyền) hoặc bắn rổ (ném rổ). Do đó, quả bóng phải bền, nảy tốt và đồng thời có độ bám tay nhất định.

## Kích cỡ
Kích thước bóng khác nhau dành cho các độ tuổi khác nhau. Dưới đây là bảng tham khảo:
| Kích cỡ (size) | Đối tượng                       | Chu vi bóng                               | Khối lượng                         | Chú thích |
| -------------- | ------------------------------- | ----------------------------------------- | ---------------------------------- | --- |
| 7              | Nam                             | 75 cm (29.5 in) [749–780 mm 29.5–30.7 in] | 620 g (22 oz) [567–650 g 20–23 oz] | Nam giới và nam thanh thiếu niên từ 15 tuổi trở lên. Đây là kích cỡ bóng chính thức cho bóng rổ nam cấp độ trung học, đại học cũng như chuyên nghiệp.                                |
| 6              | Nữ                              | 72 cm (28.5 in) [724–737 mm 28.5–29.0 in] | 570 g (20 oz) [510–567 g 18–20 oz] | Nam thiếu niên độ tuổi 12-14. Nữ giới và các nữ thanh thiếu niên từ 12 tuổi trở lên. Đây là kích cỡ bóng chính thức cho bóng rổ nữ cấp độ trung học, đại học cũng như chuyên nghiệp. |
| 5              | Thiếu niên (Bắc Mỹ) Mini (FIBA) | 70 cm (27.5 in) [690–710 mm 27.2–28.0 in] | 480 g (17 oz) [470–500 g 17–18 oz] | Nam và nữ thiếu niên trong độ tuổi từ 9-11. Đây là kích cỡ bóng chính thức cho bóng rổ trẻ.                                                                                          |
| 4              | Trẻ nhỏ (Bắc Mỹ)                | 65 cm (25.5 in)                           | 400 g (14 oz)                      | Các bạn nhỏ cả nam và nữ độ tuổi 5-8. |
| 3              | Trẻ nhỏ(Bắc Mỹ)                 | 56 cm (22.0 in)                           | 280 g (10 oz)                      | Các bạn nhỏ cả nam và nữ trong độ tuổi 4-8. |

Lưu ý rằng bóng được sử dụng cho tất cả các trận đấu (nam, nữ và hỗn hợp) trong các giải bóng rổ 3x3 chuyên nghiệp kết hợp các đặc điểm của bóng cỡ 6 và cỡ 7. Chu vi của nó là của một quả bóng cỡ 6, nhưng trọng lượng của nó bằng quả bóng cỡ 7.